# All England
All England Open Badminton Championships, ou simplesmente All England, é um campeonato de badminton cuja primeira edição ocorreu em 1899 e é celebrado anualmente na cidade-sede de Birmingham, Reino Unido. Até a inauguração do Campeonato Mundial de Badminton, em 1977, este era considerado o mais importante do esporte.

## Vencedores
Abaixo estão listados os vencedores da competição após o século XXI.
| Ano  | Simples masculina     | Simples feminina | Dupla masculina                      | Dupla feminina             | Dupla mista                  |
| ---- | --------------------- | ---------------- | ------------------------------------ | -------------------------- | ---------------------------- |
| 2014 | Lee Chong Wei         | Wang Shixian     | Mohammad Ahsan Hendra Setiawan       | Wang Xiaoli Yu Yang        | Tontowi Ahmad Lilyana Natsir |
| 2013 | Chen Long             | Tine Baun        | Liu Xiaolong Qiu Zihan               | Wang Xiaoli Yu Yang        | Tontowi Ahmad Lilyana Natsir |
| 2012 | Lin Dan               | Li Xuerui        | Jung Jae-sung Lee Yong-dae           | Tian Qing Zhao Yunlei      | Tontowi Ahmad Lilyana Natsir |
| 2011 | Lee Chong Wei         | Wang Shixian     | Mathias Boe Carsten Mogensen         | Wang Xiaoli Yu Yang        | Xu Chen Ma Jin               |
| 2010 | Lee Chong Wei         | Tine Rasmussen   | Jonas Rasmussen Lars Paaske          | Du Jing Yu Yang            | Zhang Nan Zhao Yunlei        |
| 2009 | Lin Dan               | Wang Yihan       | Cai Yun Fu Haifeng                   | Zhang Yawen Zhao Tingting  | He Hanbin Yu Yang            |
| 2008 | Chen Jin              | Tine Rasmussen   | Jung Jae-sung Lee Yong-dae           | Lee Hyo-jung Lee Kyung-won | Zheng Bo Gao Ling            |
| 2007 | Lin Dan               | Xie Xingfang     | Koo Kien Keat Tan Boon Heong         | Wei Yili Zhang Yawen       | Zheng Bo Gao Ling            |
| 2006 | Lin Dan               | Xie Xingfang     | Jens Eriksen Martin Lundgaard Hansen | Gao Ling Huang Sui         | Zhang Jun Gao Ling           |
| 2005 | Chen Hong             | Xie Xingfang     | Cai Yun Fu Haifeng                   | Gao Ling Huang Sui         | Nathan Robertson Gail Emms   |
| 2004 | Lin Dan               | Gong Ruina       | Jens Eriksen Martin Lundgaard Hansen | Gao Ling Huang Sui         | Kim Dong-moon Ra Kyung-min   |
| 2003 | Muhammad Hafiz Hashim | Zhou Mi          | Sigit Budiarto Candra Wijaya         | Gao Ling Huang Sui         | Zhang Jun Gao Ling           |
| 2002 | Chen Hong             | Camilla Martin   | Ha Tae-kwon Kim Dong-moon            | Gao Ling Huang Sui         | Kim Dong-moon Ra Kyung-min   |
| 2001 | Pullela Gopichand     | Gong Zhichao     | Tony Gunawan Halim Heryanto          | Gao Ling Huang Sui         | Zhang Jun Gao Ling           |